# Сливиньский, Кшиштоф
Кшиштоф Эдмунд Сливиньский (пол. Krzysztof Edmund Śliwiński, 15 января 1940, Варшава, Генерал-губернаторство — 7 января 2021, Варшава) — польский католический деятель, участник демократической оппозиции во времена Польской Народной Республики, дипломат.

## Биография
Кшиштоф — сэн Эдмунда и Ядвиги. Окончил биологический факультет Варшавского университета. В 1969 году он защитил там докторскую диссертацию. Он также окончил Академию католического богословия в Варшаве. С 1961 года работал доцентом в Институте зоологии Варшавского университета. С 1974 по 1979 год преподавал в Университете Кисангани в Заире. В 1980 году он оставил научную карьеру.
С 1960-х годов он был, среди прочего, активным членом Клуба католической интеллигенции в Варшаве: он возглавлял молодёжную секцию, участвовал в работе секции культуры, был членом правления клуба (в периоды: 1966/1967, 1969/1970, 1973/1974, 1974/1975, 1980/1981, 1981/1984, 1984/1985, 1987/1988, 1988/1989 и 1989/1990). На рубеже 1960-х и 1970-х годов он был одним из инициаторов контактов ККИ с т.н. коммандос. В 1973 году в рамках Секции культуры он начал ежегодную кампанию по очистке исторической части еврейского кладбища в Варшаве. В 2011 году он стал почётным членом ККИ в Варшаве.
Во время августовских событий 1980 года он присоединился к обращённому к коммунистическим властям призыву 64 учёных, писателей и публицистов вступить в диалог с бастующими рабочими. С 9 сентября 1980 года вместе с Катажиной Цывинской он руководил консультационным пунктом в штаб-квартире ККИ, чтобы помочь вновь созданным профсоюзам. Затем он включился в работу мазовецкого правления профсоюза «Солидарность», в том числе: он был первым заведующим канцелярией управления, а затем возглавил зарубежный отдел. В ноябре 1980 года стал членом Общества научных курсов. После введения военного положения он был интернирован 13 декабря 1981 года и находился в центре интернирования в Явоже; он был освобождён в декабре 1982 года. В 1980-е годы он был членом редакционной коллегии ежемесячного журнала «Знак» и готовил для журнала обзоры отечественной и зарубежной прессы. Однако его имя в редакционном колонтитуле не разглашается. В 1988 году он стал членом Гражданского комитета вместе с председателем «Солидарности» Лехом Валенсой. Он также принадлежал к ПЕН-клубу.
С 1989 по 1990 год был заместителем главного редактора «Газеты Выборчей». В 1990 году стал послом Республики Польша в Марокко. После завершения этой миссии он возглавлял Департамент информации, а также был пресс-секретарём Министерства иностранных дел (1994–1995 гг.), Полномочным представителем правительства по связям с еврейской диаспорой (1995–1999 гг.), Советником министра иностранных дел по конфликтам в Африке (1999–2000 гг.) и послом Республики Польша в Южной Африке (2000–2004 гг.). Он был членом Комитета поддержки Музея истории польских евреев «Полин» в Варшаве.
Похоронен на лесном кладбище в Лясках.

## Награды и почести
В 1997 году он был награждён Золотым крестом за заслуги, а в 2011 году — Офицерским крестом Ордена Возрождения Польши.